# Aeropuerto Internacional de Puerto Iguazú
El Aeropuerto Internacional Cataratas del Iguazú Mayor D. Carlos Eduardo Krause (FAA: IGU, IATA: IGR, OACI: SARI) se encuentra ubicado en la ciudad de Puerto Iguazú, provincia de Misiones, Argentina, que facilita el acceso a las cercanas Cataratas del Iguazú. Operado por la empresa Aeropuertos Argentina, el aeropuerto es el sexto de mayor importancia en el país.

## Información general

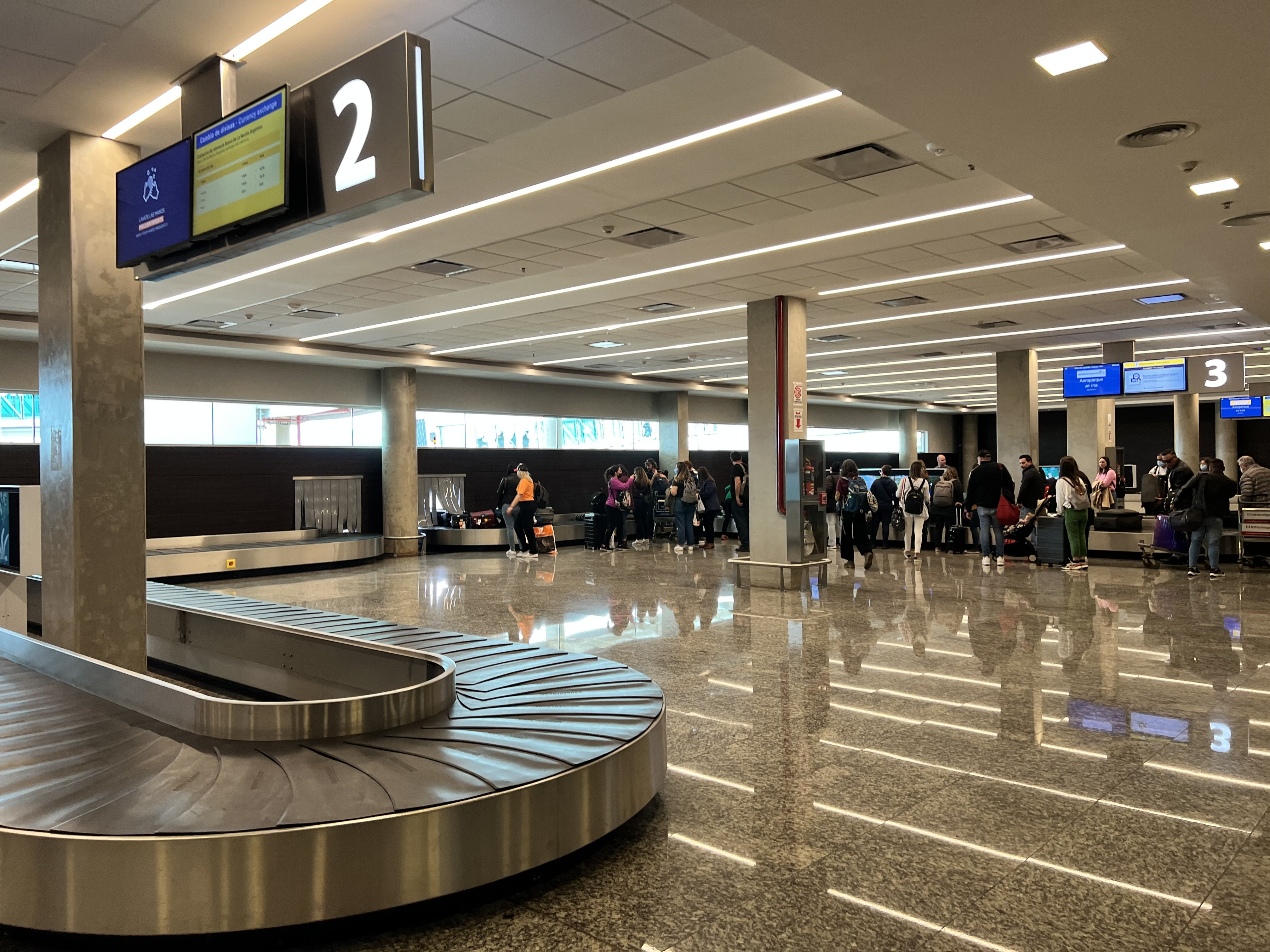
Bandas de reclamo de equipaje del aeropuerto.

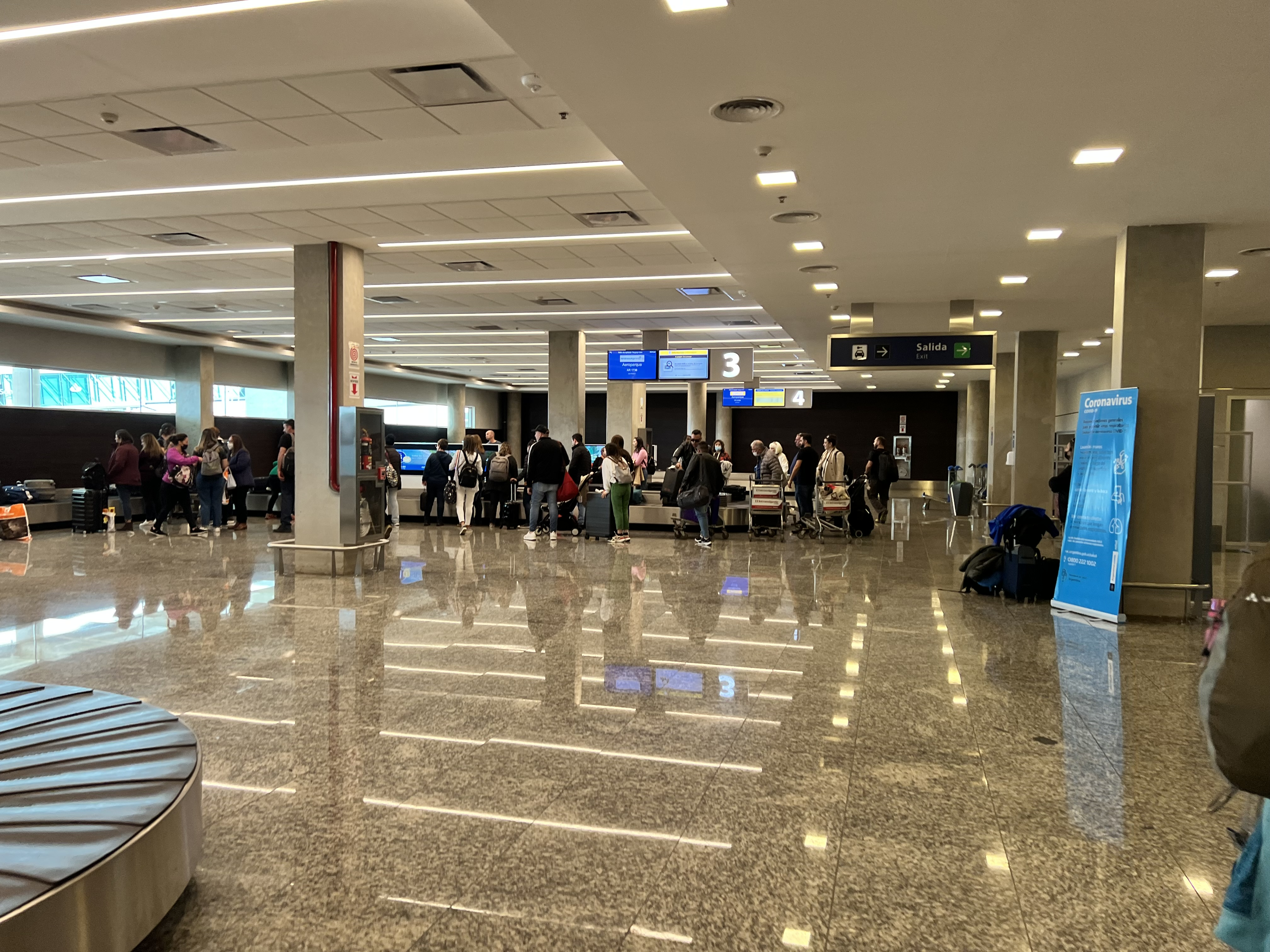
Bandas de reclamo de equipaje del aeropuerto.

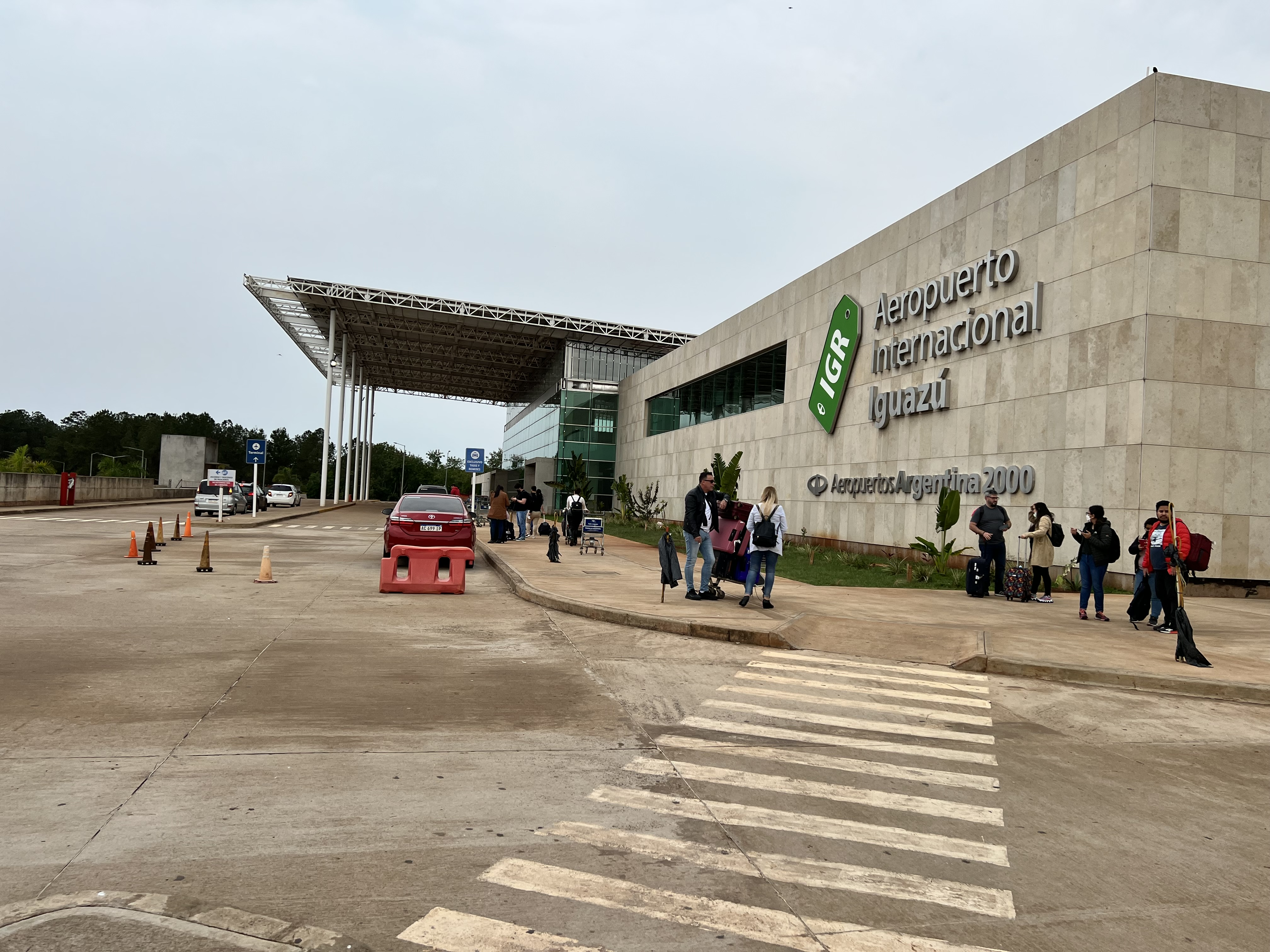
Fachada del aeropuerto.

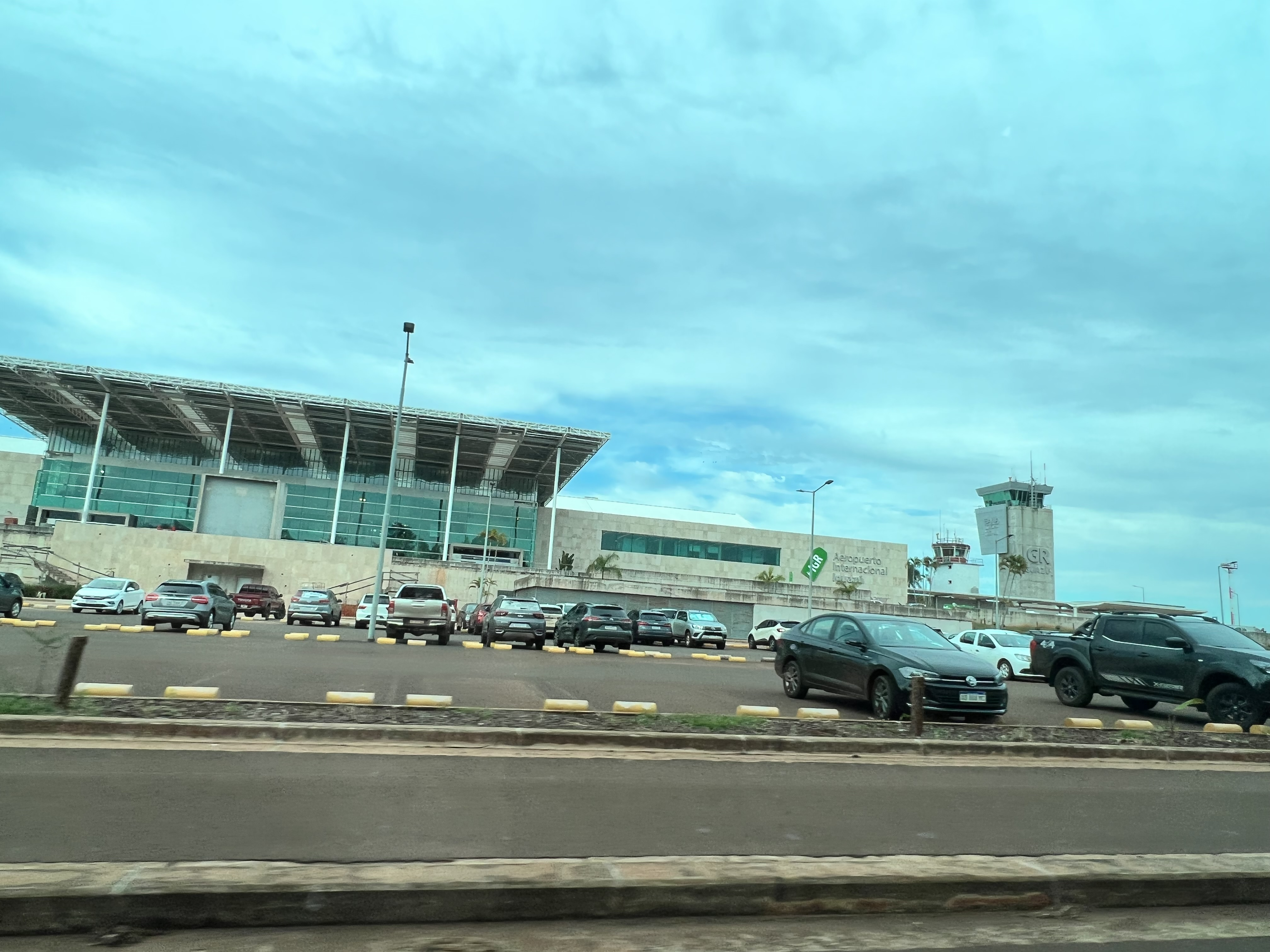
Fachada del aeropuerto.

Su categoría OACI es 4E y es de habilitación internacional. Su pista es 13/31 de 3300 por 45 m y de asfalto. Posee en total 1804 ha, de las cuales unos 8.000 m² corresponden a la aeroestación. El aeropuerto se encuentra ubicado cerca de las ciudades de Puerto Iguazú (a 25 km), Wanda, Puerto Esperanza y Andresito.
Posee servicios de taxis y remises, internet, telefonía, cajeros automáticos y alquiler de coches. En cuanto a los estacionamientos posee unos 70 en total.
Actualmente posee vuelos de Aerolíneas Argentinas, Flybondi y JetSmart Argentina. Anteriormente también recibió de Andes Líneas Aéreas, Air Europa, Austral Líneas Aéreas, Líneas Aéreas Privadas Argentinas, Norwegian Air Argentina.

## Aerolíneas y destinos

### Destinos nacionales
| Destinos regulares    | Nombre del aeropuerto                                             | Aerolíneas                                        | Avión                                          | Frecuencias semanales   |
| --------------------- | ----------------------------------------------------------------- | ------------------------------------------------- | ---------------------------------------------- | ----------------------- |
| Argentina             |                                                                   |                                                   |                                                |                         |
| Buenos Aires          | Aeroparque Jorge Newbery                                          | Aerolíneas Argentinas Flybondi JetSMART Argentina | B737-800, B737-8MAX, E-190AR B737-800 A320-232 | 76                      |
| Buenos Aires          | Aeropuerto Internacional Ministro Pistarini                       | Aerolíneas Argentinas Flybondi                    | A330-200, E-190AR, B737-800                    | 16                      |
| Córdoba               | Aeropuerto Internacional Ingeniero Aeronáutico Ambrosio Taravella | Aerolíneas Argentinas                             | E-190AR B737-800                               | 11                      |
| Mendoza               | Aeropuerto Internacional Gobernador Francisco Gabrielli           | Aerolíneas Argentinas (Vía SLA)                   | B737-800, E-190AR                              | 5                       |
| Rosario               | Aeropuerto Internacional Rosario Islas Malvinas                   | Aerolíneas Argentinas                             | B737-700/800, E-190AR                          | 2                       |
| Salta                 | Aeropuerto Internacional de Salta Martín Miguel de Güemes         | Aerolíneas Argentinas                             | E-190AR                                        | 5 9 Temporada de verano |
| San Miguel de Tucumán | Aeropuerto Internacional Teniente Benjamín Matienzo               | Aerolíneas Argentinas                             | B737-700/800, E-190AR                          | 2                       |

## Estadísticas
Ver fuente y consulta Wikidata.
| \| Año \| Variación \| Total \| Domésticos \| Internacionales \| Tránsitos \| \| ---- \| --------- \| --------- \| ---------- \| --------------- \| --------- \| \| 2021 \| 12,96% \| 401.000 \| 400.000 \| 1.000 \| - \| \| 2020 \| 77,33% \| 355.000 \| 353.000 \| 2.000 \| - \| \| 2019 \| 41,44% \| 1.566.035 \| 1.561.489 \| 4.546 \| - \| \| 2018 \| 10,59% \| 1.107.174 \| 1.107.131 \| 43 \| - \| \| 2017 \| 10,73% \| 1.001.151 \| 999.913 \| 1.238 \| - \| \| 2016 \| 3,56% \| 893.945 \| 890.643 \| 712 \| 2.590 \| \| 2015 \| 8,30% \| 863.165 \| 861.204 \| 448 \| 1.513 \| \| 2014 \| 8,13% \| 797.001 \| 782.344 \| 5.197 \| 9.460 \| \| 2013 \| 5,40% \| 737.010 \| 703.761 \| 11.909 \| 21.340 \| \| 2012 \| 10,33% \| 699.198 \| 666.471 \| 11.092 \| 21.635 \| \| 2011 \| 2,08% \| 633.689 \| 613.270 \| 5.497 \| 14.919 \| \| 2010 \| 9,14% \| 620.755 \| 614.899 \| 934 \| 4.922 \| \| 2009 \| 6,29% \| 568.764 \| 560.981 \| 1.328 \| 6.455 \| \| 2008 \| 6,56% \| 606.876 \| 598.531 \| 2.328 \| 6.017 \| \| 2007 \| 10,37% \| 569.497 \| 560.760 \| 507 \| 8.230 \| \| 2006 \| 5,49% \| 515.956 \| 511.754 \| 1.158 \| 3.044 \| \| 2005 \| 10,73% \| 489.100 \| 487.877 \| 568 \| 655 \| \| 2004 \| 20,80% \| 441.669 \| 438.733 \| 1.145 \| 1.791 \| \| 2003 \| 32,64% \| 365.604 \| 357.267 \| 1.485 \| 6.852 \| \| 2002 \| 14,23% \| 275.618 \| 271.374 \| 315 \| 3.929 \| \| 2001 \| N/D \| 321.309 \| 318.920 \| 2.389 \| - \| |           |           |            |                 |           |
| Año | Variación | Total     | Domésticos | Internacionales | Tránsitos |
| 2021 | 12,96%    | 401.000   | 400.000    | 1.000           | -         |
| 2020 | 77,33%    | 355.000   | 353.000    | 2.000           | -         |
| 2019 | 41,44%    | 1.566.035 | 1.561.489  | 4.546           | -         |
| 2018 | 10,59%    | 1.107.174 | 1.107.131  | 43              | -         |
| 2017 | 10,73%    | 1.001.151 | 999.913    | 1.238           | -         |
| 2016 | 3,56%     | 893.945   | 890.643    | 712             | 2.590     |
| 2015 | 8,30%     | 863.165   | 861.204    | 448             | 1.513     |
| 2014 | 8,13%     | 797.001   | 782.344    | 5.197           | 9.460     |
| 2013 | 5,40%     | 737.010   | 703.761    | 11.909          | 21.340    |
| 2012 | 10,33%    | 699.198   | 666.471    | 11.092          | 21.635    |
| 2011 | 2,08%     | 633.689   | 613.270    | 5.497           | 14.919    |
| 2010 | 9,14%     | 620.755   | 614.899    | 934             | 4.922     |
| 2009 | 6,29%     | 568.764   | 560.981    | 1.328           | 6.455     |
| 2008 | 6,56%     | 606.876   | 598.531    | 2.328           | 6.017     |
| 2007 | 10,37%    | 569.497   | 560.760    | 507             | 8.230     |
| 2006 | 5,49%     | 515.956   | 511.754    | 1.158           | 3.044     |
| 2005 | 10,73%    | 489.100   | 487.877    | 568             | 655       |
| 2004 | 20,80%    | 441.669   | 438.733    | 1.145           | 1.791     |
| 2003 | 32,64%    | 365.604   | 357.267    | 1.485           | 6.852     |
| 2002 | 14,23%    | 275.618   | 271.374    | 315             | 3.929     |
| 2001 | N/D       | 321.309   | 318.920    | 2.389           | -         |

| Ranking | Ciudad                               | Pasajeros (2017) | Pasajeros (2018) | Pasajeros (2019) | Variación | Aerolíneas                                                                                    |
| ------- | ------------------------------------ | ---------------- | ---------------- | ---------------- | --------- | --------------------------------------------------------------------------------------------- |
| 1       | Buenos Aires (Aeroparque), Argentina | 833.266          | 832.535          | 1.072.631        | +28,84    | Aerolíneas Argentinas, Andes, Austral Líneas Aéreas, LATAM Argentina, Norwegian Air Argentina |
| 2       | Buenos Aires (El Palomar), Argentina | N/D              | 59.391           | 167.562          | +183,13   | FlyBondi, JetSmart Argentina                                                                  |
| 3       | Córdoba, Argentina                   | 41.664           | 74.700           | 100.978          | +35,18    | Austral Líneas Aéreas, FlyBondi, JetSmart AR                                                  |
| 4       | Buenos Aires (Ezeiza), Argentina     | 63.878           | 68.422           | 80.523           | +17,69    | Austral Líneas Aéreas, LATAM Argentina                                                        |
| 5       | Salta, Argentina                     | 27.119           | 26.385           | 53.448           | +102,57   | Austral Líneas Aéreas, LATAM Argentina, JetSmart Argentina                                    |
| 6       | Rosario, Argentina                   | 23.958           | 21.486           | 44.939           | +64,72    | Austral Líneas Aéreas, Flybondi, JetSmart Argentina                                           |
| 7       | Mendoza, Argentina                   | N/D              | 20.176           | 24.495           | +21,41    | Austral Líneas Aéreas (Vía SLA), FlyBondi, JetSmart Argentina                                 |
| 8       | Madrid, España                       | N/D              | N/D              | 2.482            | +Nuevo    | Air Europa                                                                                    |
| 9       | Asunción, Paraguay                   | N/D              | N/D              | 1.430            | +Nuevo    | Air Europa                                                                                    |

### Cuota de mercado

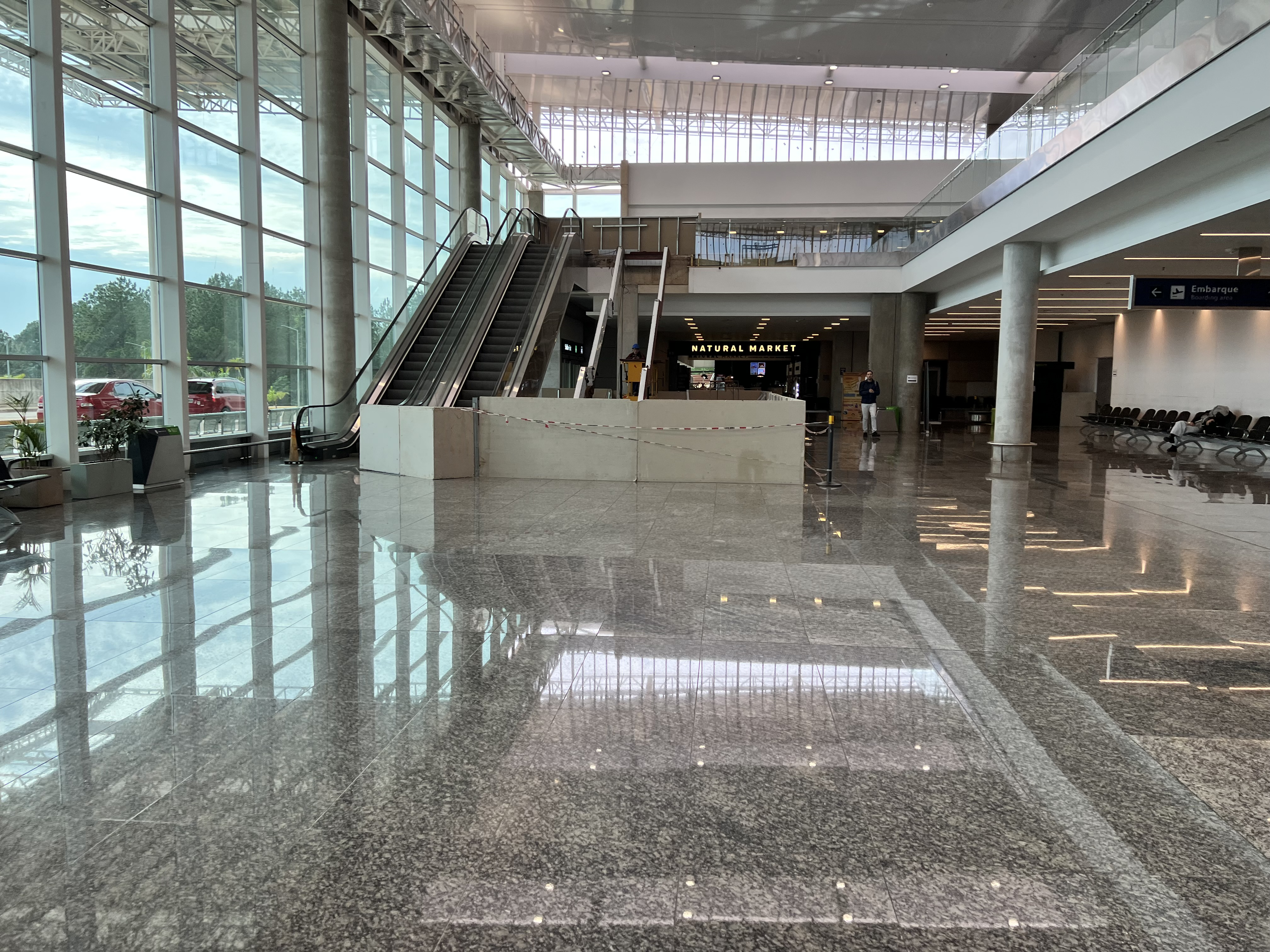
Pasillo principal del aeropuerto.

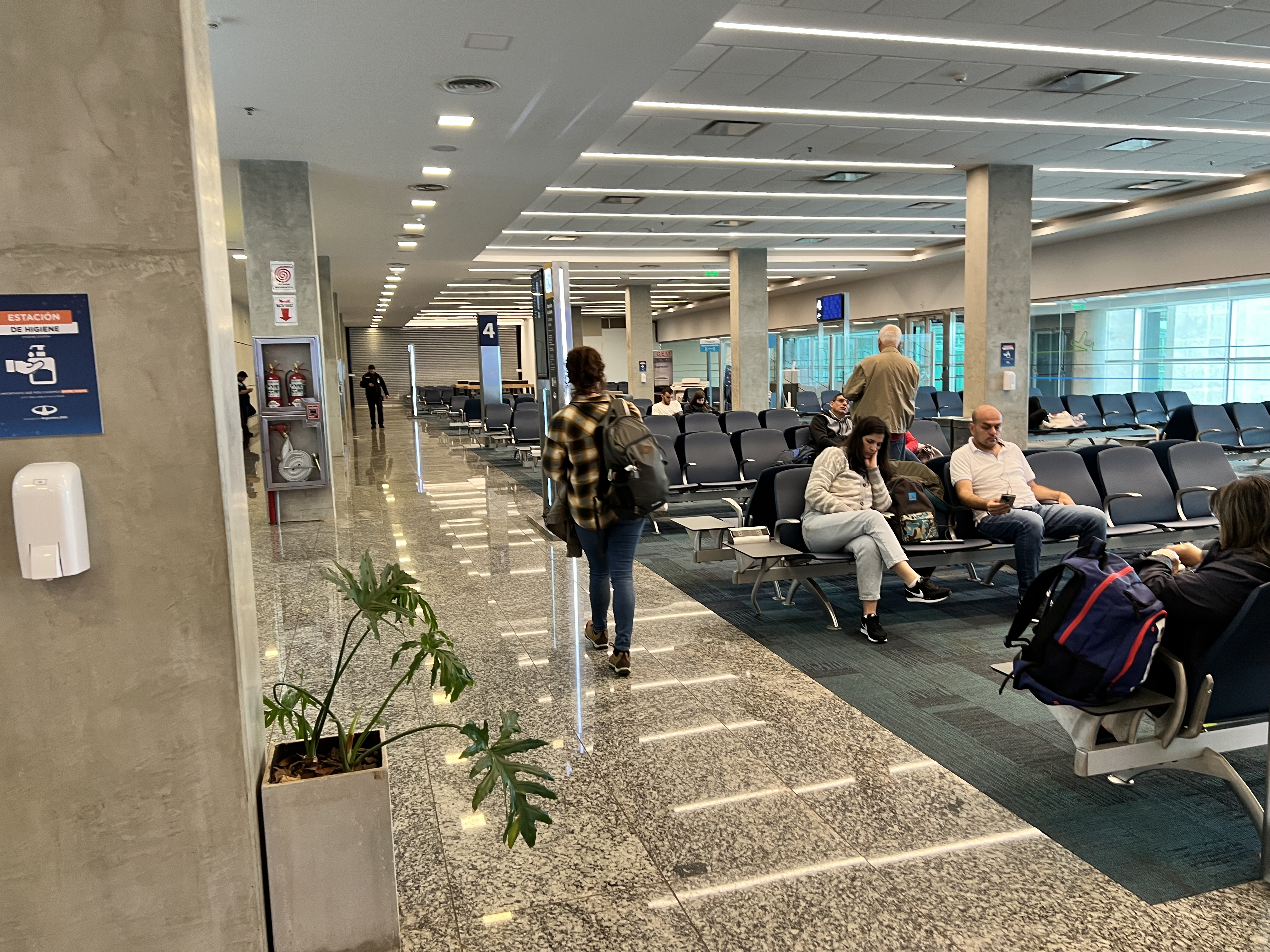
Salas de última espera del aeropuerto.

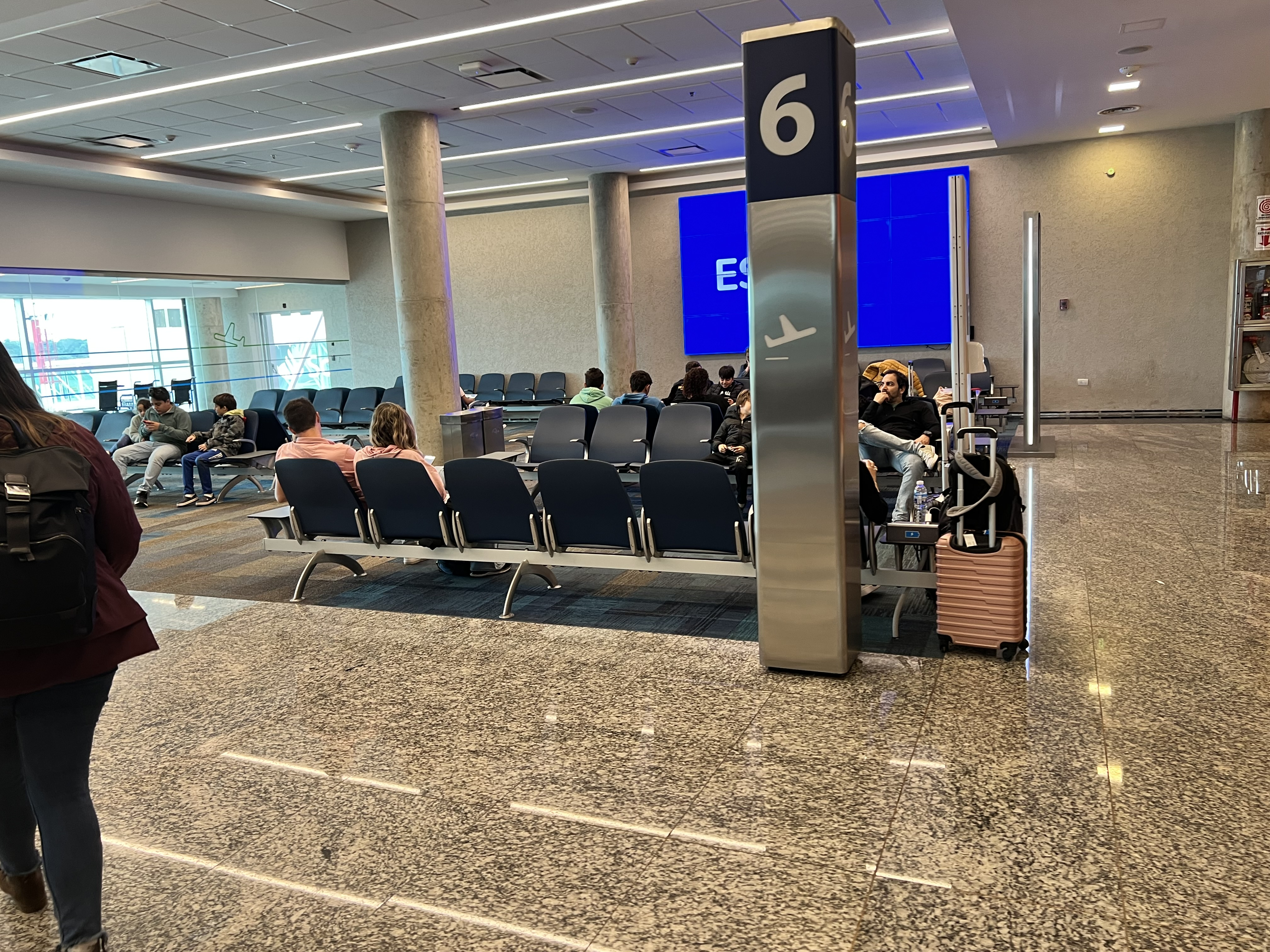
Salas de última espera del aeropuerto.

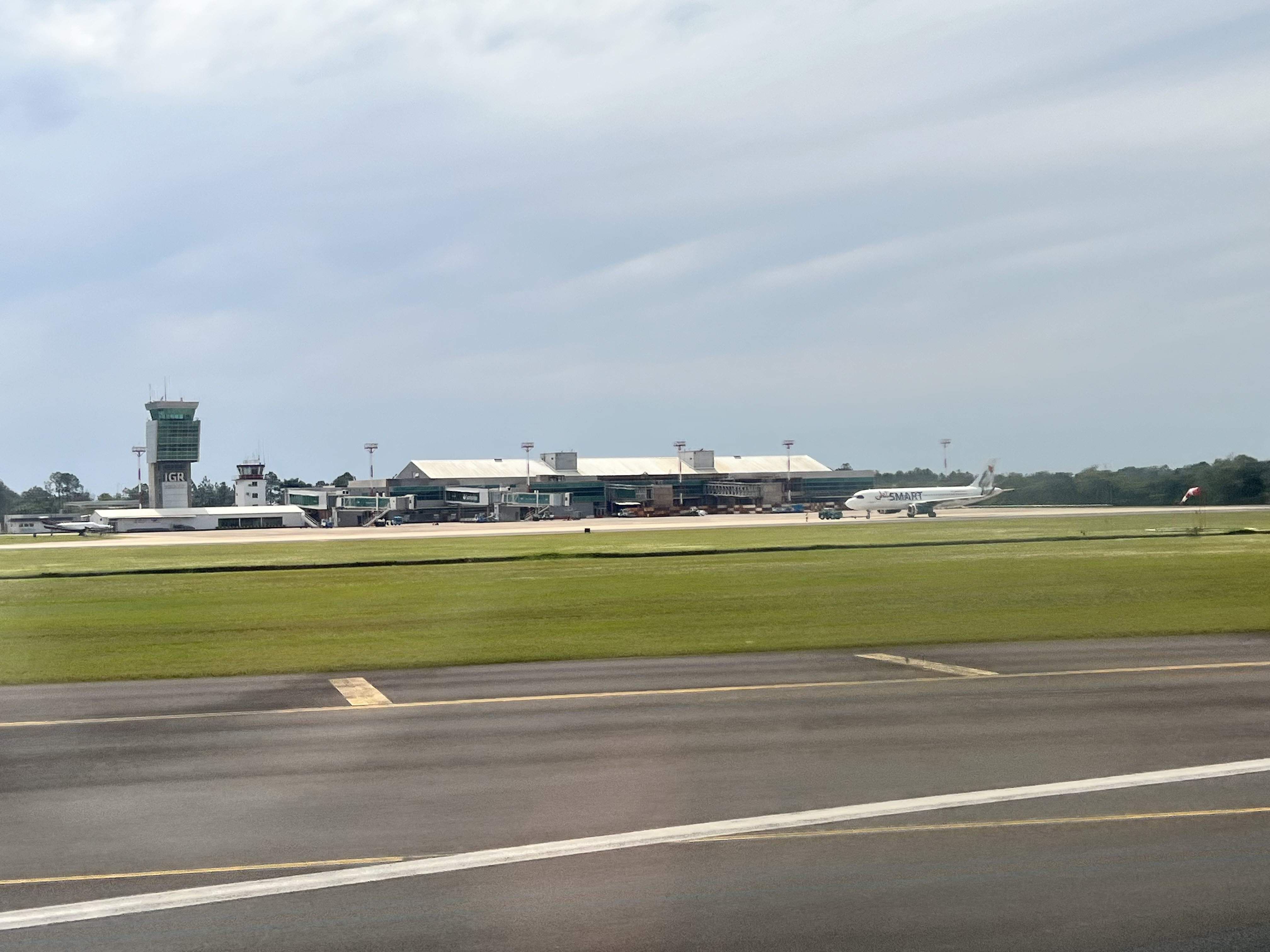
Lado aire del aeropuerto.

| Ranking | Aerolíneas              | Pasajeros | Share  |
| ------- | ----------------------- | --------- | ------ |
| 1       | Aerolíneas Argentinas   | 682.211   | 43,60% |
| 2       | LATAM Argentina         | 359.952   | 23,00% |
| 3       | Flybondi                | 225.286   | 14,40% |
| 4       | Norwegian Air Argentina | 164.835   | 10,50% |
| 5       | Jetsmart Argentina      | 63.764    | 4,10%  |
| 6       | Andes Líneas Aéreas     | 63.582    | 4,10%  |
| 7       | Air Europa              | 3.979     | 0,30%  |

## Destinos cesados

### Aerolíneas operativas
Estos son los destinos que dejaron de operar a Iguazú:
- Air Europa (Asunción, Madrid).
- Andes Líneas Aéreas (Buenos Aires-Aeroparque).
- Flybondi (Buenos Aires-El Palomar, Córdoba, Mendoza, Rosario).
- JetSmart Argentina (Buenos Aires-El Palomar, Mendoza, Rosario, Salta).

### Aerolíneas Extintas
Estos son los destinos que dejaron de operar a Iguazú las aerolíneas que ya dejaron de existir:
- Austral Líneas Aéreas (Buenos Aires-AEP, Buenos Aires-EZE, Córdoba, Rosario, Salta).
- Dinar Líneas Aéreas (Buenos Aires-AEP).
- Southern Winds (Buenos Aires-AEP).
- Líneas Aéreas Privadas Argentinas (Buenos Aires-AEP).
- Norwegian Air Argentina (Buenos Aires-AEP).
- LATAM (Argentina) (Buenos Aires-AEP, Buenos Aires-EZE, Salta).